# 李献华
李献华（1961年—）是一位中国同位素年代学和地球化学家，中国科学院地质与地球物理研究所研究员。2019年当选为中国科学院院士。

## 生平
籍贯浙江温州，生于江苏南京，1983年毕业于中国科学技术大学，获学士学位。1988年毕业于中国科学院地球化学研究所，获博士学位。